# 澳門粵語
澳門粵語（英文：Macao Cantonese、葡文：Cantonês de Macau），亦稱澳門話、澳門廣東話，是澳門人日常生活中最常用的語言。

## 概況
按2021年普查數據，澳門3歲或以上人口中，約538000人日常使用廣州話，佔該年齡層人士的81.0%。:42能以廣州話流利溝通者則佔86.2%。兩比率皆較十年前減少。:18
據胡培周，「澳門話」的語音、詞彙和語法和廣州話差不多。歷史上，澳門曾隸屬香山縣，中山人較多，因此受中山方言（尤其石岐話）影響。另外，蜑家話亦經漁民人口在澳門話留下痕跡。至於葡語，雖然葡人在澳四百多年，澳門話會受到葡語影響，但因為葡語國際地位不及英語，政府亦不重視推廣，所以影響不太大，中葡夾雜並不常見（相反，香港粵語則有時中英夾雜）。:21–22

## 聲母、韻母、聲調
與香港粵語大致相同。

### 地名異讀
澳門一些地名在本地粵語的讀音與外來/字典音有別，舉例如下：:93
| 地名       | 本地讀音 | 外來/字典音 |
| ---------- | -------- | ----------- |
| 士多鳥拜斯 | 紐nau2   | 了niu5      |
| 媽閣       | 碼maa5   | 嗎maa1      |
| 南灣       | 環waan4  | 彎waan1     |
| 雅廉訪     | 防fong4  | 紡fong2     |
| 俾利喇街   | 啤be1    | 比bei2      |

## 與香港粵語
港、澳粵語地位一樣，澳門粵語並非香港粵語的分支。

### 影響
由於歷史原因，澳門與香港的語言文化會互相影響。香港開埠初期，有部分澳門華人選擇到香港行商，部分更於香港定居，也間接促成了澳門粵語與香港粵語之間的交流。到二戰之後，香港經濟開始起飛，在該時開始，香港對澳門的影響力增加，也令部分香港粵語的詞彙（例如「巴士」、「的士」等從英語音譯的詞彙）「逆向輸入」回澳門。可見，香港粵語和澳門粵語是相互影響、關係密切的。

### 差異
香港粵語與澳門粵語可說是同中帶異。澳門在開埠之後與廣東仍有密切聯繫，而香港在開埠以後一直到二戰也跟廣東一帶聯繫較為薄弱，這種情況在省港大罷工之後更為明顯，因此，澳門粵語會較香港粵語受廣州廣州話（即廣州粵語）影響，例如說香港講「擦膠」，但澳門則跟廣州講成「膠擦」。而因為曾經被葡萄牙佔領，澳門的粵語在某程度上都會收到葡語的影響，與香港不同，例如香港說「吞拿魚」（受到英語Tuna影響），但澳門則會說「亞東魚」（受到葡語atum影響）。

#### 發音
香港粵語曾經有過多次的正音運動，且獲得大型新聞台如無線、亞視等的支持，因此在潛移默化之下，普遍發音會與澳門粵語有分別（尤其是k與g的分別），例如「購物」、「構成」等，少部分香港粵語使用者會傾向於發「gau3」音（音同「救」）、而非「kau3」（音同「寇」），但大部分香港粵語使用者的發音為「kau3」（音同「寇」）。